# Katastrofa lotnicza w Amsterdamie (1946)
Katastrofa lotnicza w Amsterdamie – wydarzyła się 14 listopada 1946. Douglas C-47A Skytrain należący do linii KLM uderzył w ziemię nieopodal lotniska Schiphol. Śmierć poniosło 26 osób, tj. wszystkie znajdujące się na pokładzie.

## Samolot
Maszyną obsługującą lot był Douglas C-47A Skytrain (nr rej. PH-TBW) o numerze seryjnym 20122, wyprodukowany w 1944 i wylatanych 2019 godzinach.

## Przebieg lotu
Samolot odbywał lot z Londynu do Amsterdamu, na pokładzie znajdowało się 21 pasażerów i 5 członków załogi. Podczas podejścia do lądowania warunki atmosferyczne były niezadowalające, panowała mgła. W rezultacie pierwsze dwie próby lądowania się nie udały i załoga musiała odejść na drugi krąg. Podczas trzeciej próby podejścia pilot wykonał ostry skręt w lewo w celu ustawienia się w osi pasa. Chwilę później Douglas uderzył w ziemię, w chwili katastrofy samolot był pochylony o 45 stopni w lewo, a dziób maszyny był wychylony o 65 stopni w stronę ziemi. Zginęło wszystkie 26 osób na pokładzie. Śledztwo wykazało, że przyczyną było słabe zaznajomienie kapitana z charakterystyką aerodynamiczną DC-3 podczas lotów z niską prędkością, przez co samolot został wprowadzony w za ostry skręt, a następnie w przeciągnięcie. Dodatkowo kapitan był słabo zaznajomiony z lotami podczas niedostatecznej widoczności.